# José Manuel de Sousa e Faro Nobre de Carvalho
José Manuel de Sousa e Faro Nobre de Carvalho OA • ComA • GOA (Lisboa, 5 de setembro de 1910 - Lisboa, 23 de agosto de 1988) foi um militar e político português, o 121º governador de Macau (1966–1974).
A 8 de Junho de 1948 foi feito Oficial da Ordem Militar de Avis, a 8 de Março de 1961 foi elevado a Comendador da mesma Ordem e a 23 de Outubro de 1967 a Grande-Oficial.